# Vicenta Rita de Aguilar
Vicenta Rita de Aguilar (Valencia, 23 de abril de 1716-15 de abril de 1785) fue una religiosa agustina del siglo XVIII que relató su vida en unos escritos.

## Biografía
Natural de Valencia, nació el 23 de abril de 1716, hija de Tomás Aguilar y Paula María Catalá. Profesó en la Orden de San Agustín y vivió en el convento de San Julián. Dirigieron su espíritu los frailes Tomás Pérez, agustino, y Gabriel Fernández, dominico.
Escribió su vida espiritual. Algunos de los fragmentos se publicaron en un opúsculo de título Elogio fúnebre en las solemnes exequias de la V. M. Sor Vicenta Rita Aguilar, Religiosa agustina del convento de S. Julián, extramuros de Valencia. Las 77 páginas, que cuentan con un retrato de Aguilar obra de Francisco Jordán, se publicaron en 1803, impresas por Benito Monfort. Escribió, asimismo, varios cuadernos y cartas espirituales, todo ello siguiendo las órdenes de su confesor.
Falleció el 15 de abril de 1785, poco antes de cumplir los 69 años.